# Една О'Браєн
Една О'Браєн (англ. Edna O'Brien; 15 грудня 1930, Томгрейні, Ірландія — 27 липня 2024, Лондон, Велика Британія) — ірландська англомовна письменниця, драматургиня.

## Життєпис
Здобула монастирське виховання, в 1941 — 1946 роках виховувалася у Сестер милосердя. Потім навчалася в фармацевтичному коледжі. У 1954 році вийшла заміж, а в 1959 переїхала до Лондона.
У 1960 році опублікувала перший роман «Сільські дівчата», який став початком трилогії, що мав значний успіх і в 1984 році знятий на екрані (фільм був номінований на премію BAFTA). Далі були романи «Самотня дівчина» (1962) і «Дівчата в шлюбному блаженстві» (1964). З інших її творів відома драма про Вірджинію Вулф «Вірджинія» (1981), яка з успіхом ставилася у Великій Британії (в головній ролі — Меггі Сміт), Канаді та США. Написала біографії Джеймса Джойса (1999) і Джорджа Байрона (2009).
З 2006 року Една О'Браєн працювала професоркою англійської літератури в Дублінському університетському коледжі. Її романи та книги новел перекладені багатьма мовами.

## Публікації українською мовою та видані в Україні
- Бенедикт Кілі. Сучасна ірландська новела (збірник) / Переклад з англійської. Упорядкування і передмова Алли Саруханян. К.: Дніпро, 1983. — 346 с.
- Эдна О'Брайен. Два великана. Сказки изумрудного острова. — К.: Махаон, 2018. — 208 с.
- Методичні рекомендації для домашнього читання за книгою Едни О'Браєн «Сільські дівчата» / уклад. І. В. Колесник [та ін.] ; Ніжинський держ. педагогічний ун-т ім. Миколи Гоголя. — Ніжин: РВВ НДПУ ім. Миколи Гоголя, 2001. — 200 с.